# Dorothee Schneider
Pour les articles homonymes, voir Schneider.
Dorothee Schneider, née le 17 février 1969 à Wiesbaden, est une cavalière de dressage allemande.

## Carrière
Aux Jeux olympiques de Londres en 2012, elle est médaillée d'argent par équipes avec Helen Langehanenberg et Kristina Sprehe.